# Girl's Life
「Girl's Life」（ガールズ・ライフ）は、Negipeciaのシングル。2014年8月26日にT-Palette Recordsから発売された。通常盤（3種）、12inchレコードの4種リリースとなった。

## 概要
NegiccoとEspeciaによる期間限定のユニット、Negipeciaの楽曲。通常盤のジャケットは静岡県伊東市のサンハトヤ、Negicco盤は熱海城、Especia盤は伊豆シャボテン公園で撮影された。両グループは2014年のカウントダウンパーティで共演するなど、公私ともに交流が深いグループであった。NegiccoのNao☆はEspeciaについて「戦う感じが伝わってきたりすると、すごくやりづらかったりする。でもEspeciaさんは大阪のアイドルなのに人見知りで、Negiccoと同じ空気感があって」。Especiaの森絵莉加は「初めて見たときから"めっちゃ可愛い!"と思って。だからこうやって仲良くなれたのはめっちゃ嬉しい」。

## 収録曲

### Negipecia盤
1. Girl's Life
(作詞：micro, klammy / 作曲：後藤次利 / 編曲：後藤次利)
2. Girl's Life (inst)

### Negicco盤
1. Girl's Life
2. 水着・浴衣・花火・背伸び (Negicco Ver.)
(作詞：長谷泰宏 / 作曲：後藤次利 / 編曲：connie)
3. 水着・浴衣・花火・背伸び (Negicco Ver.) (inst)
4. ライフ・イズ・キャンディー・トラベル (PellyColo remix)
  - PellyColoによるリミックス。

### Especia盤
1. Girl's Life
2. 水着・浴衣・花火・背伸び (Especia Ver.)
(作詞：長谷泰宏 / 作曲：後藤次利 / 編曲：Schtein&Longer)
3. 水着・浴衣・花火・背伸び (Especia Ver.) (inst)
4. アバンチュールは銀色に (521 remix)
  - connieによるリミックス。

### Negipecia盤 (12inch)
A-SIDE
1. Girl's Life
2. Girl's Life (inst)

B-SIDE
1. 水着・浴衣・花火・背伸び (Negicco Ver.)
2. 水着・浴衣・花火・背伸び (Especia Ver.)

## クレジット
- Negicco
  - Nao☆
  - Megu
  - Kaede
- Especia
  - 冨永悠香
  - 三ノ宮ちか
  - 杉本暁音
  - 三瀬ちひろ
  - 脇田もなり
  - 森絵莉加

Girl's Life
- 後藤次利：Bass, A.Guitar, Keyboards
- 村上"PONTA"秀一：Drums
- Recording Engineer (Negicco)：connie, 井上一郎
- Recording Engineer (Especia)：Rillsoul
- Recording Engineer：秦正憲
- Assistant Engineer：石塚陽太
- Mixing Engineer：秦正憲
- Recorded & Mixed at Sound City Annex
- Mastering Engineer：湯沢貴久

水着・浴衣・花火・背伸び (Negicco Ver.)
- connie：Programming
- Recording Engineer：井上一郎
- Mixing Engineer：connie
- Mastering Engineer：湯沢貴久

水着・浴衣・花火・背伸び (Especia Ver.)
- Takafumi Sakuma (Costa De Palma)：Guitar
- Yoshihiko Nakagawa (Costa De Palma)：Sax
- A Shun Yonehara (Costa De Palma)：Trumpet
- Recording Engineer：Rillsoul
- Mastering Engineer：湯沢貴久